# A Nagy-Magyarország-emlékmű Szoborbizottsága
A Szoborbizottság 2000 januárjában alakult azzal a céllal, hogy Nagykanizsa városának segítséget nyújtson az 1952-ben ledöntött emlékmű megtalálására, kiemelésére, restaurálására, visszaállítására és a felszentelési ünnepség lebonyolítására.

## Története, működése
A Szoborbizottság vezetésével olyan személyt kellett megbízni, aki ismerte, kutatta a szobor történetét. Közös döntés eredményeképpen Mészáros Józsefet választották elnöknek, aki 1999. szeptember 21-én mutatta be könyvét a közönségnek Nagy-Magyarország-emlékmű címmel.
Alapító tagok voltak: Lukácsa István, Mészáros József elnök, Rajnai Miklós, Rózsás János.
A Szoborbizottság vállalkozott arra is, hogy Nagykanizsa Megyei Jogú Város Önkormányzatának segít olyan pályázat megírásában, amellyel biztosítja a munkálatokhoz szükséges anyagi feltételeket.
A város közgyűlése a Via Kanizsa Városüzemeltető Kht.-t, mint a közterületek kezelőjét kérte fel, hogy a Nagy-Magyarország-emlékmű Eötvös József téri munkálataiban segítsen a feltárást irányító Szoborbizottság tevékenységében.
A polgármesteri hivatal megbízásából Törőcsik Pál alpolgármester adott be pályázatot a Millenniumi Kormánybiztos Hivatalhoz, ahonnan 10 millió forint segítséget kapott a város.
A munkálatok folyamán különböző elfoglaltságok miatt személyi változások történtek a Szoborbizottságban. A 2001. augusztus 12-ei ökumenikus istentisztelettel felszentelt emlékműnél a Szoborbizottság felállása a következő volt: Fliszár Károly, Mészáros József elnök, Pócza Attila, Rajnai Miklós, Rózsás János.
Mészáros József úgy vélte, hogy a további munkálatokban már nem fontos a részvétele, és inkább a készülő új könyvéhez gyűjtött további anyagokat. Ez a könyv jelent meg 2007 könyvhetére Nagykanizsa Megyei Jogú Város Önkormányzatának támogatásával, A nagykanizsai Nagy-Magyarország-emlékmű – Schless István emlékének címmel.
A Szoborbizottság (Fliszár Károly, Pócza Attila, Rajnai Miklós, Rózsás János, Szemenyey-Nagy Tibor, Törőcsik Pál) tovább folytatta a munkát, és 2005 májusában befejeződött az emlékmű rekonstrukciója.
A 2007-es trianoni megemlékezéskor a város átvette a Nagy-Magyarország-emlékmű további gondozását, és az elkészített tervek alapján első lépésként megvalósította az emlékmű díszkivilágítását.